# Dokumentarfilme in der DDR
Dokumentarfilme in der DDR waren ein wichtiger Bestandteil der Kultur und Propaganda des Landes.

## Filmstudios

### DEFA
Die DEFA war das größte Filmunternehmen in der DDR neben dem Fernsehen. Im DEFA-Studio für Dokumentarfilme und dessen Vorgängern wurden etwa 10.000 Dokumentarfilme gedreht, darunter etwa 2.000 eigenständige Dokumentarfilme, meist Kurzfilme, von denen viele im Kino gezeigt wurden, sowie etwa 8.000 Beiträge für Wochen- und Monatsschauen, wie Der Augenzeuge und DEFA Kinobox, außerdem populärwissenschaftliche Lehrfilme.
Es wurden auch Produktionen im Auftrag des DDR-Fernsehens, des Ministeriums für Auswärtige Angelegenheiten und weitere Organisationen und Behörden hergestellt.
Zu den bekanntesten Dokumentarfilmern der DEFA gehörten Jürgen Böttcher, Volker Koepp, Helke Misselwitz und Karl Gass.

### Fernsehen der DDR
Für das Fernsehen der DDR wurden unzählige Dokumentationen und Reportagen hergestellt, die meisten davon Beiträge für Magazin- und Nachrichtensendungen.
Diese waren stärker unter der ideologischen Kontrolle, da sie ein breites Publikum erreichten.
Seit den 1980er Jahren gab es auch einige kritischere Dokumentarfilme, wie Klartext. Ist Leipzig noch zu retten? (1989).

### Ministerien, Betriebe und Organisationen
Daneben ließen Ministerien,  Betriebe, Hochschulen, Behörden und Massenorganisationen zahlreiche Lehr- und Informationsfilme herstellen, die durch eigene Filmstudios mit eigenen Mitarbeitern gedreht wurden.
Dazu gehörten
- Akademie der Künste, Berlin
- Bauakademie der DDR, Baufilmstudio
- Deutsche Post
- Deutsche Werbe- und Anzeigengesellschaft (DEWAG), 1950er Jahre–1990 Filmstudio, mit zahlreichen staatlich bestellten  Agitationsfilmen

- Deutsche Reichsbahn[7]

- Ministerium des Innern
- Ministerium für Leichtindustrie, spätestens seit 1954[8]
- Ministerium für Staatssicherheit
- Modeinstitut der DDR, Berlin
- Nationale Volksarmee, 1960–1991 Filmstudio in Berlin-Biesdorf, Frankenholzer Weg 4, Lehr-, Dokumentar- und Informationsfilme, sowie eine Armeefilmschau

- SDAG Wismut, Filmstudio Aktuell, Schlema

### Hochschule für Film und Fernsehen
An der Hochschule für Film und Fernsehen in Potsdam-Babelsberg wurden über 2000 Studentenfilme gemacht, von denen einzelne auch im Kino in Vorprogrammen, im Fernsehen oder bei anderen öffentlichen Veranstaltungen gezeigt wurden. Einige waren sehr innovativ und experimentell, da sie nicht einer besonders starken Kontrolle unterlagen. Die dort ausgebildeten Filmemacher prägten danach den Dokumentarfilm in der DDR.

### Staatliche Filmdokumentation
Am Staatlichen Filmarchiv der DDR gab es eine Staatliche Filmdokumentation von 1971 bis 1985, die über 300 Filmdokumentationen anfertigen ließ. Diese sollten verschiedene Bereiche des gesellschaftlichen Lebens in der DDR für die Nachwelt dokumentieren und waren nicht für öffentliche Aufführungen vorgesehen. Dieses waren vor allem biographische Interviews mit bekannten DDR-Persönlichkeiten aus Politik und Kultur, sowie Dokumentationen von Straßen und Plätzen, aber auch über Wohnen, Straßenbahnen, Alter usw. Dieses Projekt wurde 1986 beendet, blieb aber unvollständig.
Um 2012 wurden die vergessenen Filmrollen wiederentdeckt, danach wissenschaftlich untersucht, vollständig digitalisiert und für die Öffentlichkeit zugänglich gemacht. Einige von diesen Filmen zeigen ein etwas ungeschönteres Bild von der DDR als andere Dokumentarfilme, zum Beispiel über verfallende Häuser und Straßen, die Grenzanlagen in Ost-Berlin oder den Alltag in einem Volkspolizeirevier.

### Private Filmstudios
Daneben gab es einige kleinere private Filmstudios.
- Arbeitsgemeinschaft freiberuflicher Filmschaffender, Berlin, Igo Martin-Andersen
- Arbeitsgemeinschaft Werbefilm, Berlin. seit 1963, Hans-Günther Kaden
- Hans Fischer-Kösen,  Potsdam, seit 1946
- Heinz Birnbach, Erfurt
- Erwin Brose, Berlin
- Filmkollektiv, Günther Sandkaulen
- Filmkollektiv „Aktuell“:, Berlin,	Joachim Koch
- Filmkollektiv Dresden, seit 1961, Gottfried Stejskal
- Foto-Film-Technik, Dresden, seit 1977, Christoph Czerny
- Studio H&S, Berlin, von Walter Heynowski und Gerhard Scheumann, größtes privates Filmstudio in der DDR, vor allem für Propagandafilme
- Hirsch Film, Dresden, seit 1968, Ernst Hirsch
- IWT (Industrie Werbung Technik), Dresden, seit 1964, Johannes Hempel
- Koboldfilm, Berlin, 1950er Jahre, Ernst Uchrin
- Filmstudio Lustermann, Erfurt, seit späten 1920er Jahren, Erich und Walter Lustermann
- Moser & Rosié, Berlin, seit 1969
- Studio Unitas, Berlin, seit 1963, Joachim Bublitz
- Technikfilm, Dresden, seit 1964, Heinz Busch
- TEKA-Film, Leipzig,	Gerhard Treblegar
- Tierbildstudio, Karl-Marx-Stadt, Helmut Straßburg

## Themen

### Propagandistische Filme
Viele Dokumentarfilme in der DDR gaben ein ideologisch geschöntes Bild der gesellschaftlichen Verhältnisse des Landes. Sie beschrieben zuerst den Wiederaufbau des Landes und später die Erfolge der sozialistischen Gesellschaft. Daneben gab es besonders in den 1950er und 1960er Jahren eine größere Anzahl von Filmen, die gegen die westlichen Länder, besonders die Bundesrepublik gerichtet waren, und deren Machenschaften entlarvten. Die wichtigsten Filmemacher dieser Richtung waren Walter Heynowski und Gerhard Scheumann, Karl Gass, Andrew und Annelie Thorndike und Joachim Hadaschik.
Besonders in den ersten Jahren nach 1945 gab es auch einige Filme, die sich kritisch mit den Ereignissen der Vergangenheit auseinandersetzten.

### Personenporträts
Seit den frühen 1960er Jahren gab es bei der DEFA, aber auch bei einigen Studentenfilmen, vermehrt Darstellungen über einzelne Personen und kleinere Gruppen, meist aus einfachen Verhältnissen. In diesen wurde möglichst authentisch deren Lebensalltag, oft in der Arbeitswelt, dargestellt, dabei wurde auf ideologische Bewertungen weitgehend verzichtet. Der wichtigste Vertreter dieser Richtung war der Maler Jürgen Böttcher, dessen stille Porträts vorbildhaft auf Filmemacher der jüngeren Generation wirkten. Winfried und Barbara Junge schufen mit Die Kinder von Golzow (1961–2006) eine einmalige Langzeitdokumentation über die Kinder eines Dorfes, Volker Koepp mit Wittstock (1976–1993) eine ähnliche etwas kürzere Reihe.
Seit etwa 1970 wurden vermehrt auch Frauen in Dokumentarfilmen dargestellt, darunter von Jürgen Böttcher (Wäscherinnen, Martha), Gitta Nickel, Angelika Andrees, Volker Koepp und weiteren.
Daneben gab es auch umfangreichere Darstellungen über bekannte DDR-Persönlichkeiten, wie die Komponisten Hanns Eisler und Paul Dessau.

### Wendezeit
Seit etwa 1987 gab es einige Dokumentarfilme, die sich kritischer mit dem Alltag in der DDR auseinandersetzten.  Herausragend waren Helke Misselwitz’ Winter adé (1988), in dem Frauen ziemlich ungeschönt über ihre Erfahrungen und Wünsche berichteten, und Flüstern und Schreien (1988) von Dieter Schumann, über die bekanntesten Bands der jüngeren Generation, die bereits ziemlich unangepasst auftraten. Roland Steiner porträtierte in Unsere Kinder (1989) jugendliche Subkulturen wie Punks und Skinheads.
Günter Lippmann konnte seinen umweltkritischen Film Wer hat dich, du schöner Wald über das Waldsterben erst ab Ende 1989 fertigstellen, auch die Fernsehdokumentation Ist Leipzig noch zu retten? über die verfallende Altbausubstanz wurde erst Ende 1989 ausgestrahlt, Sibylle Schönemann erhielt für Verriegelte Zeit (1990) über ihre Haft und Abschiebung in der DDR viel Anerkennung. Andreas Voigt dokumentierte die Ereignisse in Leipzig 1989/1990 in mehreren Filmen.

## Ausländische Dokumentarfilmer in der DDR
In der DDR gab es einige wenige ausländische Dokumentarfilmer/innen, die aber meist nur wenige Jahre blieben.
Der Niederländer Joris Ivens  drehte hier von 1953 bis 1956 einige Dokumentarfilme, darunter Land der Ströme. Der Belgier Frans Buyens versuchte 1963 mit Deutschland – Endstation Ost die Entwicklung in der DDR zu verteidigen, verließ  das Land aber wenige Jahre später wieder, nach stärkeren Einschränkungen durch die  Filmverantwortlichen. Die Lettin Leonija Wuss-Mundeciema kam um 1973 durch Heirat in die DDR. Sie hatte trotz eines Studiums in Moskau größte Mühe, einzelne kleinere  Filme zu drehen und  konnte erst ab 1990 erfolgreicher tätig werden.  Die Lettin Dagnija Osite-Krüger kam etwa zur selben Zeit in die DDR, sie konnte einige Kurzdokumentarfilme drehen, verließ das Land aber wieder 1984.
An der Filmhochschule in Babelsberg gab es auch einige Studierende aus anderen sozialistischen Ländern und von Befreiungsbewegungen in Asien, Afrika und Lateinamerika.
Die Bulgarin Iwanka Grybtschewa wurde nach ihrer Rückkehr in ihr Heimatland eine der erfolgreichsten Filmregisseure dort, der Inder Gautam Bora wurde später erfolgreicher Filmproduzent und Regionalminister. Die Inderin Chetna Vora, die zwei bemerkenswerte Dokumentarfilme über den Alltag in der DDR gemacht hatte, bekam kein Diplom und starb wenige Jahre später in ihrem Heimatland. Von den meisten anderen ausländischen Filmstudierenden in Babelsberg sind keine Informationen über eventuelle Filmkarrieren bekannt.